# 曼彻斯特革新会
曼彻斯特革新会（Manchester Reform Club）位于英格兰曼彻斯特春天花园，是一个维多利亚时代的前绅士俱乐部。它建于1870–1871年，威尼斯哥特式，由Edward Salomons设计，被称为“他的最佳市中心建筑”。1974年10月3日列为II*级登录建筑。 Built as a club house 作为曼彻斯特自由党精英的俱乐部会所，该建筑于1871年10月17日由英国首相威廉·格莱斯顿揭幕。
1967年，该俱乐部与工程师俱乐部合并，组成了曼彻斯特俱乐部，但仍不能解决财务问题，于1988年结束。俱乐部的档案保存在丁斯盖特的约翰·莱兰兹图书馆。该建筑现在是一家餐厅和酒吧。